# ギンギン♂ガールズ
ギンギン♂ガールズ（GinGin Girls）は、2014年11月に結成、2015年11月に初ステージをふんだアイドルグループ。キャッチフレーズは「ニッポンの男たちをギンギンに元気にするため、結成されたアイドルユニット」。略称は“GGG”。

## 来歴
アダルト動画サイト「ぬきMIX」のキャンペーンガールとして2014年11月にAV女優の真木今日子、美泉咲の2名で結成。当時隆盛していたAVアイドルユニットブームを受け、2015年11月17日の「Japan Adult Expo2015」で初ライブとなる。この時点ではオリジナル曲はなく、『ギンギラギンにさりげなく』と、『恋のダイヤル0721』（『恋のダイヤル6700』の替え歌）を歌唱した。
のちにライブハウス「新宿レフカダ」、ミュージシャン兼テレビプロデューサー・吉永あずきがプロデュースに加わり2015年12月14日に初の単独ライブ「ぬきMIX presents
ギンギン♂ガールズ　LIVE SHOW　vol.1
～デビューライブでギンギンにならNIGHT～」を開催。以降、月に一度の間隔で定期ライブを開催。同じ吉永あずきプロデュースであることから、「マシュマロ3d+」の姉妹ユニットとも称されている。
定期ライブ「ギンギン♂ガールズ LIVE SHOW vol.31 ～ギンギン♂ガールズ vs Hカップ美女 橘メアリー～」（2018年6月28日、新宿LEFKADA）に橘メアリーがゲスト出演し、2018年7月30日開催の定期ライブ「ギンギン♂ガールズ LIVE SHOW vol.32」より新メンバーとして原美織、橘メアリーが加入。8月29日にAbemaTV『矢口真里の火曜The NIGHT』に出演。以降、番組でのセクシー系アイドルグループの代名詞としてたびたび名前が出されるようになる。
多くの曲は作詞：吉永あずき、作曲編曲：松本タカヒロ という編成で行われている。4人編成初のシングル曲『JIKIJIKI』は作曲編曲：高野政所、作詞：吉永あずき。
2020年3月18日、吉永あずきが立ち上げた音楽レーベル「SUKIYAKI MUSIC」発足に参加。
JAE2015の初ライブから数えて1周年にあたる2016年11月23日に「ギンギン♂ガールズLIVE SHOW vol.12 〜祝!結成１周年!ギンギン♂バースデーライブ〜」を開催 し、その後毎年周年ライブを開催。2020年11月21日には、結成5周年ライブ「ギンギン♂ガールズ 5th ANNIVERSARY LIVE!!!」を開催。
2022年2月19日にレフカダ新宿で「ギンギン♂ガールズ～GGG Valentine’s Live!!!～」開催。橘は体調不良のため大事を取って欠席となった。同年3月19日にレフカダ新宿で「ギンギン♂ガールズ～GGG SPRING! SPRING! SPRING!～」開催。久々のフルメンバーでのライブとなった。
2022年5月21日、東京・レフカダ新宿で通算70回目のライブ、「ギンギン♂ガールズ～GGG HELLO TwitCasting!!!～」を開催。7月16日には『ギンギン♂ガールズ～GGG SUMMER LIVE!!!～』を開催。9月10日には『ギンギン♂ガールズ～GGG AUTUMN FEST!!!～』を開催。10月15日に『ギンギン♂ガールズ～GGG HALLOWEEN LIVE!!!～』開催。11月12日、7周年ライブである『ギンギン♂ガールズ～GGG 7th ANNIVERSARY!!!～』開催。12月17日に同年最後のライブ『ギンギン♂ガールズ～GGG GOOD BYE 2022!!!～』開催。
2023年2月18日、東京・レフカダ新宿にて「ギンギン♂ガールズ～GGG VALENTINE LIVE!!!～」を開催。6月17日、東京・レフカダ新宿で「ギンギン♂ガールズ～梅雨だ！June×Juneライブ！～」開催。7月17日、東京・レフカダ新宿で「ギンギン♂ガールズ～夏到来！ギンギン海開き！～」開催（橘メアリーは別仕事で欠席）。
同年8月26日、「ギンギン♂ガールズ～夏の日の2023・ギンギン夏まつり！～」開催。約3カ月ぶりにフルメンバーが揃った。
同年9月30日、「ギンギン♂ガールズ～ギンギン♂大運動会～」開催。同年10月28日には「ギンギン♂ガールズ～ギンギンハロウィン2023～」開催。
同年12月16日、「ギンギン♂ガールズ ～オニキスラストライブ～」を東京・レフカダ新宿にて開催。この公演をもって橘メアリーがグループから卒業。
2024年3月9日、3人体制初となるライブ「ギンギン♂ガールズ～ギンギン春の園遊会～」が開催された。

## メンバー
※所属事務所は個人により異なる。各々の個人項目参照。

### 現メンバー
真木 今日子（まき きょうこ）
ギンギン♂ゴールド。初期メンバー。紹介は和製クレオパトラ。
美泉 咲（みずみ さき）
ギンギン♂シルバー。初期メンバー。紹介は性欲リーサルウェポン。
原 美織（はら みおり）
ギンギン♂ルビー。追加メンバー。紹介はエッチでМな反則リトルシスター。

### 旧メンバー
橘 メアリー（たちばな めありー）
ギンギン♂オニキス。追加メンバー。紹介は淫乱ダイナマイト。2023年12月にグループから卒業。

## 作品

### シングル
- ARE YOU GINGIN?（2016年6月30日、LEFKADA）
- ギンギンハリケーン（2016年8月6日、LEFKADA）
- 今夜はPush it!（2017年1月22日、LEFKADA）
- JIKIJIKI（2018年8月3日、LEFKADA）
  - JIKIJIKI
  - ARE YOU GINGIN? 2018Ver.
  - JIKIJIKI JMBS RIMIX Remixied by Jockie MASTABASS Suama（DUGEM RISING DJ TEAM）
- JIKIJIKI 2ndプレス（CD＋DVD）（2019年8月、LEFKADA）

## ライブ

### 単独ライブ
- ギンギン♂ガールズ LIVE SHOW（2015年12月14日 - 、新宿レフカダ）

※ 定期ライブにあわせて周年記念ライブを2016年から開催（「ギンギン♂ガールズLIVESHOW vol.12 〜祝!結成１周年!ギンギン♂バースデーライブ〜」）。

### 合同ライブ
- Japan Adult Expo 2015（2015年11月17 - 18日、豊洲ピット）[3]
- マシュマロ☆フェスティバル
  - vol.1 ～マシュマロ3d+が1周年を迎えたので、お祭りやっちゃいましゅ!!!～（2016年7月18日、東京・新宿MARZ）[33]
  - vol.2 ～2017年みなさんの1年が良い年になりますように、お祭りやっちゃいマシュ!～（2017年1月22日、東京・新宿MARZ）
  - vol.３ ～Let’s 最強SUMMERパーティー !～（2018年8月18日、東京・新宿MARZ）
- TOKYO IDOL FESTIVAL
  - TIFもハジける!スパークリングNIGHT!! 2016（2016年8月6日、DOLL FACTORY）[34]
  - TIFもハジける!スパークリングNIGHT!! 2017（2017年8月4日、お台場・青海周辺エリア）[35]
  - TIFもハジける!スパークリングNIGHT!! 2018（2018年8月3日、お台場・青海周辺エリア）[36]
  - TIFもハジける!スパークリングNIGHT!! 2019（2019年8月2日、お台場・青海周辺エリア）[37]
- 卓ロック～夏だ!SEXだ!ロックだ!～（2016年9月18日、新宿レフカダ）
- 平成最後のギンギン♂祭り～ギンギン♂フェスティバルvol.1～（2019年4月29日、新宿レフカダ）[38]

## 出演

### テレビ
- アイドルのアソコ♪～ギンギン♂ガールズ完全版（2019年7月23日、パラダイステレビ）

### WEBテレビ
- 矢口真里の火曜The NIGHT #119（2018年8月24日、AbemaTV）[10]